# Алонсо Мендоса, Маркос
Ма́ркос Ало́нсо Мендо́са (исп. Marcos Alonso Mendoza; род. 28 декабря 1990, Мадрид) — испанский футболист, левый защитник клуба «Сельта». Выступал за сборную Испании.
Профессиональный футболист в третьем поколении: внук испанского футболиста Маркитоса и сын экс-игрока «Атлетико» и «Барселоны» Маркоса Алонсо Пенья. Все трое выступали в составе сборной. Воспитанник академии мадридского «Реала», в системе которой находился 1999 по 2008 год. В 2010 году дебютировал в основном составе, однако из-за большой конкуренции был вынужден покинуть клуб. Выступал за такие клубы как «Болтон Уондерерс», «Фиорентина» и «Сандерленд».
После того, как проявил себя в «Фиорентине», получил приглашение в «Челси». В составе этой команды стал чемпионом Англии и обладателем Кубка Англии.

## Биография
Родился в Мадриде, с самого раннего детства питал интерес к футболу. Его дедушка Маркитос — легенда испанского футбола: выиграл 5 европейских кубков, играя вместе с Альфредо Ди Стефано и Ференцем Пушкашом. Отец — Маркос Алонсо Пенья — выступал в «Атлетико» и «Барселоне». Мать Алонсо была еврейка, именно она дала ему имя. С детства он болел за «Атлетико» и клуб даже предложил ему место в академии. Однако учебная площадка находилась слишком далеко от дома, поэтому было принято решение отдать мальчика в академию «Реала».

### ДТП
3 мая 2011 года в центре Мадрида Алонсо, управляя автомобилем под воздействием алкоголя, в дождевых условиях развил скорость 112,8 км/ч при разрешённом пределе 50 км/ч. Автомобиль врезался в каменную стену, и 19-летняя пассажирка погибла. Судебное производство затянулось, и, хотя Алонсо грозило тюремное заключение, по приговору 2016 года наказание ограничилось штрафом в 61 тысячу евро (меньше его недельной зарплаты) и лишением прав на 3 года и 4 месяца, срок которого к моменту оглашения приговора уже истёк.

## Клубная карьера
В академии «Реала» провёл 9 лет, затем ещё два года выступал за «Реал Мадрид Б». По ходу сезона 2009/10 наставник основной команды Мануэль Пеллегрини начал привлекать его к тренировкам и включать в заявки на матчи Ла Лиги. Однако из-за упорной борьбы в чемпионате, Алонсо получил свой шанс только в апреле, когда заменил на пару минут Гонсало Игуаина в матче против «Расинга» (2:0). Это была вся его практика на «Сантьяго Бернабеу».

### «Болтон Уондерерс»
27 июля 2010 года перешёл в «Болтон Уондерерс» на постоянной основе. Дебютировал 24 августа в поединке Кубка Лиги против «Саутгемптона» (1:0). 1 января 2011 года впервые появился на поле в рамках чемпионата АПЛ в матче с «Ливерпулем» (1:3). Свой первый гол Алонсо забил 31 марта 2012 года в поединке против «Вулверхэмптона» (3:2). В конце сезона, по мнению местной газеты The Bolton News, был назван лучшим игроком года.

### «Фиорентина»
31 мая 2013 года официально было объявлено о переходе Алонсо в «Фиорентину». Контракт был рассчитан на три года. Проведя невразумительную первую половину сезона, Алонсо вернулся в Англию — в «Сандерленд».
В новом клубе дебютировал 7 января в домашнем матче против «Манчестер Юнайтед» (2:1). В общей сложности провёл за «Сандерленд» 20 матчей и помог ему сохранить прописку в элитном дивизионе.
По возврату в «Фиорентину» стал её основным игроком. 19 марта 2015 года забил свой дебютный гол в матче против «Ромы» (3:0). До конца сезона 2015/16 принял участие в 58 матчах.

### «Челси»
31 августа 2016 года перешёл в «Челси» за 27 миллионов евро. Контракт подписан сроком на 5 лет. Дебютировал 20 сентября в матче против «Лестера» (4:2) в рамках Кубка АФЛ. 24 сентября провёл первый матч в Премьер-Лиге против «Арсенала», заменив на 55-й минуте Сеска Фабрегаса. 5 ноября 2016 года в матче против «Эвертона» (5:0) забил свой первый гол за «аристократов». Во второй половине сезона стал одним из самых ярких игроков в составе «Челси». Забил два гола в ворота действующего чемпиона Англии «Лестера» (0:3), а также отличился в лондонском дерби против «Арсенала». По итогам того сезона стал чемпионом Англии.

### «Барселона»
2 сентября 2022 года Алонсо подписал с клубом Ла Лиги «Барселона» однолетний контракт с отступными в 50 млн евро после того, как днём ранее покинул «Челси» по обоюдному согласию, разорвав контракт. 1 ноября забил свой первый гол в Лиге чемпионов в выездной победе над «Викторией» Пльзень 4:2. 15 января 2023 года стал победителем Суперкубка Испании 2023.
27 января продлил контракт до июня 2024 года с отступными в 50 млн евро. Играет на позициях центрального и левого защитника[уточнить].

## Карьера в сборной
В 2009 году провёл 3 матча в составе юношеской сборной Испании. После ухода из «Реала» выпал из поля зрения тренерского штаба «красной фурии».
27 марта 2018 года дебютировал в национальной сборной Испании в товарищеском матче против Аргентины (6:1), выйдя на замену за 11 минут до конца матча вместо Жорди Альбы. Таким образом, семья Алонсо стала первой в Испании, чьи представители трёх поколений выступали за сборную Испании. Не был включён тренером Хуленом Лопетеги в заявку сборной Испании на чемпионат мира 2018 года.

## Достижения
«Челси»
- Чемпион Англии: 2016/17
- Обладатель Кубка Англии: 2017/18
- Победитель Лиги чемпионов УЕФА: 2020/21
- Победитель Лиги Европы УЕФА: 2018/19
- Обладатель Суперкубка УЕФА: 2021
- Победитель Клубного чемпионата мира: 2021

«Барселона»
- Чемпион Испании: 2022/23
- Обладатель Суперкубка Испании: 2022/23

## Клубная статистика
По состоянию на 7 сентября 2020 года
| Выступление          | Выступление      | Выступление      | Чемпионат | Чемпионат | Кубок | Кубок | Кубок лиги | Кубок лиги | Еврокубки | Еврокубки | Прочие | Прочие | Итого | Итого |
| Клуб                 | Лига             | Сезон            | Игры      | Голы      | Игры  | Голы  | Игры       | Голы       | Игры      | Голы      | Игры   | Голы   | Игры  | Голы  |
| -------------------- | ---------------- | ---------------- | --------- | --------- | ----- | ----- | ---------- | ---------- | --------- | --------- | ------ | ------ | ----- | ----- |
| Реал Мадрид Кастилья | Сегунда Б        | 2008/09          | 11        | 0         | —     | —     | —          | —          | —         | —         | —      | —      | 11    | 0     |
| Реал Мадрид Кастилья | Сегунда Б        | 2009/10          | 28        | 3         | —     | —     | —          | —          | —         | —         | —      | —      | 28    | 3     |
| Реал Мадрид Кастилья | Итого            | Итого            | 39        | 3         | —     | —     | —          | —          | —         | —         | —      | —      | 39    | 3     |
| Реал Мадрид          | Примера          | 2009/10          | 1         | 0         | 0     | 0     | —          | —          | 0         | 0         | 0      | 0      | 1     | 0     |
| Реал Мадрид          | Итого            | Итого            | 1         | 0         | 0     | 0     | —          | —          | 0         | 0         | 0      | 0      | 1     | 0     |
| Болтон Уондерерс     | Премьер-лига     | 2010/11          | 4         | 0         | 3     | 0     | 2          | 0          | —         | —         | —      | —      | 9     | 0     |
| Болтон Уондерерс     | Премьер-лига     | 2011/12          | 5         | 1         | 1     | 0     | 1          | 0          | —         | —         | —      | —      | 7     | 1     |
| Болтон Уондерерс     | Чемпионшип       | 2012/13          | 26        | 4         | 3     | 0     | 1          | 0          | —         | —         | —      | —      | 30    | 4     |
| Болтон Уондерерс     | Итого            | Итого            | 35        | 5         | 7     | 0     | 4          | 0          | —         | —         | —      | —      | 46    | 5     |
| Фиорентина           | Серия A          | 2013/14          | 3         | 0         | 0     | 0     | —          | —          | 6         | 0         | —      | —      | 9     | 0     |
| Фиорентина           | Серия A          | 2014/15          | 22        | 1         | 3     | 0     | —          | —          | 10        | 1         | —      | —      | 35    | 2     |
| Фиорентина           | Серия A          | 2015/16          | 31        | 3         | 1     | 0     | —          | —          | 7         | 0         | —      | —      | 39    | 3     |
| Фиорентина           | Серия A          | 2016/17          | 2         | 0         | 0     | 0     | —          | —          | 0         | 0         | —      | —      | 2     | 0     |
| Фиорентина           | Итого            | Итого            | 58        | 4         | 4     | 0     | —          | —          | 23        | 1         | —      | —      | 85    | 5     |
| → Сандерленд         | Премьер-лига     | 2013/14          | 16        | 0         | 1     | 0     | 3          | 0          | —         | —         | —      | —      | 20    | 0     |
| → Сандерленд         | Итого            | Итого            | 16        | 0         | 1     | 0     | 3          | 0          | —         | —         | —      | —      | 20    | 0     |
| Челси                | Премьер-лига     | 2016/17          | 31        | 6         | 3     | 0     | 1          | 0          | —         | —         | —      | —      | 35    | 6     |
| Челси                | Премьер-лига     | 2017/18          | 33        | 7         | 3     | 1     | 2          | 0          | 7         | 0         | 1      | 0      | 46    | 8     |
| Челси                | Премьер-лига     | 2018/19          | 31        | 2         | 2     | 0     | 1          | 0          | 4         | 2         | 1      | 0      | 39    | 4     |
| Челси                | Премьер-лига     | 2019/20          | 18        | 4         | 4     | 0     | 2          | 0          | 5         | 0         | 0      | 0      | 29    | 4     |
| Челси                | Итого            | Итого            | 113       | 19        | 12    | 1     | 6          | 0          | 16        | 2         | 2      | 0      | 149   | 22    |
| Всего за карьеру     | Всего за карьеру | Всего за карьеру | 262       | 31        | 24    | 1     | 13         | 0          | 39        | 1         | 2      | 0      | 340   | 33    |